# Rhinotragus trizonatus
Rhinotragus trizonatus är en skalbaggsart som beskrevs av Blanchard 1832. Rhinotragus trizonatus ingår i släktet Rhinotragus och familjen långhorningar. Inga underarter finns listade i Catalogue of Life.